# Joseph Tydings
Joseph Davies Tydings, född 4 maj 1928 i Asheville, North Carolina, död 8 oktober 2018 i Washington, D.C., var en amerikansk demokratisk politiker. Han representerade Maryland i USA:s senat 1965–1971.

## Biografi
Tydings adopterades som barn av Millard Tydings som var senator för Maryland 1927–1951. Han gick i skola i Maryland och avlade 1953 juristexamen vid University of Maryland School of Law. Han tjänstgjorde i USA:s armé i Tyskland efter andra världskriget.
Tydings tjänstgjorde 1961–1963 som federal åklagare. Han besegrade sittande senatorn James Glenn Beall i senatsvalet 1964. Han ställde upp för omval i senatsvalet 1970 men besegrades av Bealls son John Glenn Beall.